# Macrolobium dressleri
Macrolobium dressleri är en ärtväxtart som beskrevs av John Macqueen Cowan. Macrolobium dressleri ingår i släktet Macrolobium och familjen ärtväxter. Inga underarter finns listade i Catalogue of Life.